# Volby do Zastupitelstva hlavního města Prahy 2006

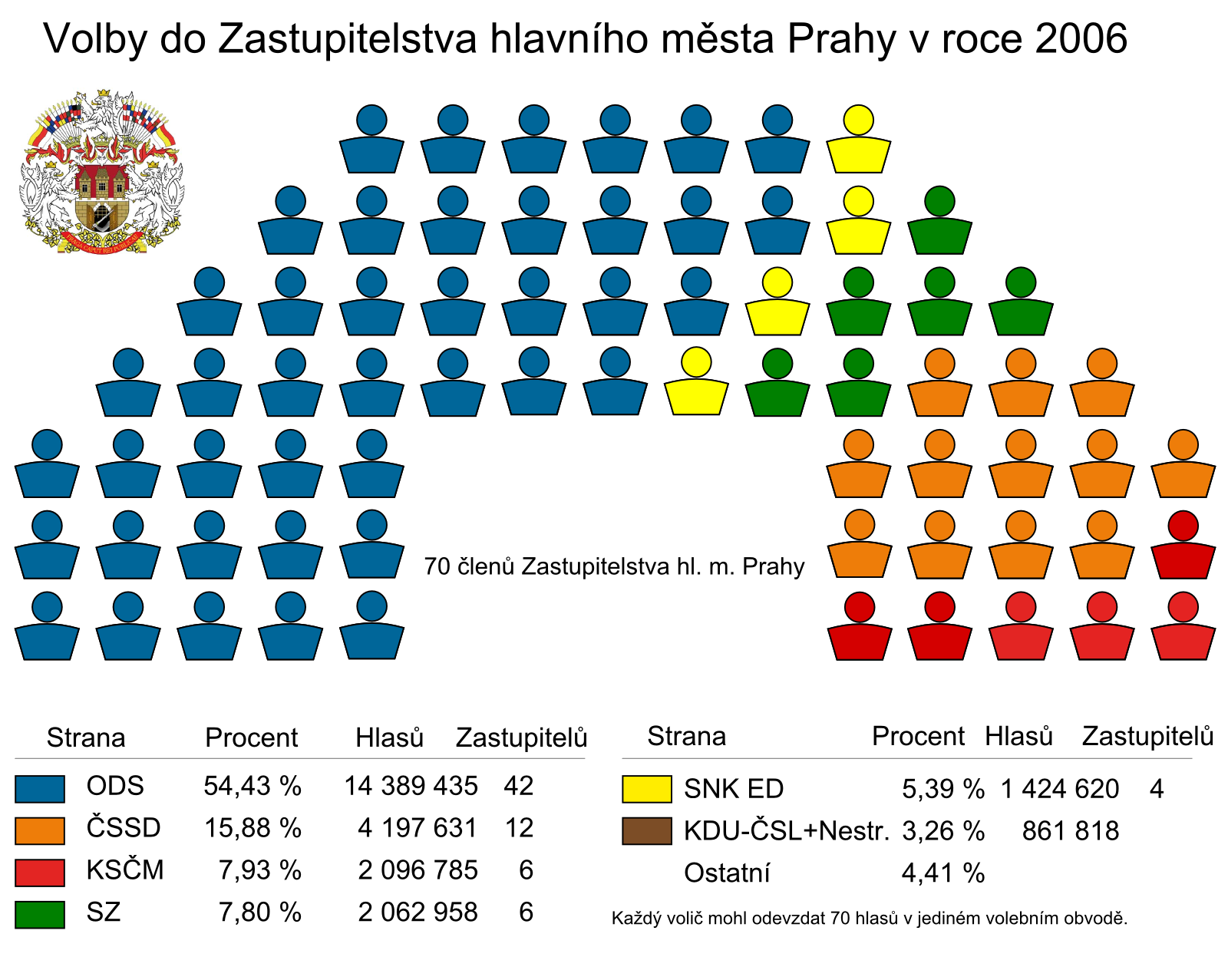
Výsledky voleb

Volby do Zastupitelstva hlavního města Prahy 2006 proběhly v rámci voleb do zastupitelstev obcí České republiky v  pátek 20. října od 14:00 do 22:00 a sobotu 21. října od 8:00 do 14:00. Celé území města bylo jediným volebním obvodem, voleno bylo celkem 70 zastupitelů. Jasným vítězem voleb se stala Občanská demokratická strana, která sama získala nadpoloviční většinu hlasů, ale rozhodla se vládnout spolu se zelenými a evropskými demokraty, od roku 2009 po kauze Opencard sama bez koaličních partnerů. Primátorem se stal Pavel Bém. Voleb se zúčastnilo 42,17 % oprávněných voličů.

## Výsledky hlasování
|                                                                  |                    |          |             |     |
| Strana                                                           | Počet hlasů (abs.) | %        | Zastupitelé | +/- |
| Občanská demokratická strana                                     | 14 389 435         | 54,43 %  | 42          | +12 |
| Česká strana sociálně demokratická                               | 4 197 631          | 15,88 %  | 12          | 0   |
| Komunistická strana Čech a Moravy                                | 2 096 785          | 7,93 %   | 6           | -2  |
| Strana zelených                                                  | 2 062 958          | 7,80 %   | 6           | -   |
| SNK Evropští demokraté                                           | 1 424 620          | 5,39 %   | 4           | -   |
| Koalice KDU-ČSL, Nestraníci                                      | 861 818            | 3,26 %   | 0           | -   |
| Nezávislí pro Prahu                                              | 287 282            | 1,09 %   | 0           | -   |
| Koalice SONOB-sdružení ochrany nájemníků a ostat.bydlení, Zelení | 264 791            | 1,00 %   | 0           | -   |
| ostatní celkem                                                   |                    |          | 0           | -   |
| celkem                                                           | 26 437 328         | 100,00 % | 70          |     |

## Rozdělení mandátů a koaliční uspořádání

### Do roku 2009
| Koalice (52) | Koalice (52)                | Koalice (52)                      | Opozice (18)                                                                      | Opozice (18)                            |
| ODS · ODS · ODS · ODS · ODS · ODS · ODS · ODS · ODS · ODS · ODS · ODS · ODS · ODS · ODS · ODS · ODS · ODS · ODS · ODS · ODS · ODS · ODS · ODS · ODS · ODS · ODS · ODS · ODS · ODS · ODS · ODS · ODS · ODS · ODS · ODS · ODS · ODS · ODS · ODS · ODS · ODS | SZ · SZ · SZ · SZ · SZ · SZ | SNK ED · SNK ED · SNK ED · SNK ED | ČSSD · ČSSD · ČSSD · ČSSD · ČSSD · ČSSD · ČSSD · ČSSD · ČSSD · ČSSD · ČSSD · ČSSD | KSČM · KSČM · KSČM · KSČM · KSČM · KSČM |

### Od roku 2009
| Koalice (42) | Opozice (28)                                                                      | Opozice (28)                            | Opozice (28)                | Opozice (28)                      |
| ODS · ODS · ODS · ODS · ODS · ODS · ODS · ODS · ODS · ODS · ODS · ODS · ODS · ODS · ODS · ODS · ODS · ODS · ODS · ODS · ODS · ODS · ODS · ODS · ODS · ODS · ODS · ODS · ODS · ODS · ODS · ODS · ODS · ODS · ODS · ODS · ODS · ODS · ODS · ODS · ODS · ODS | ČSSD · ČSSD · ČSSD · ČSSD · ČSSD · ČSSD · ČSSD · ČSSD · ČSSD · ČSSD · ČSSD · ČSSD | KSČM · KSČM · KSČM · KSČM · KSČM · KSČM | SZ · SZ · SZ · SZ · SZ · SZ | SNK ED · SNK ED · SNK ED · SNK ED |